# Summer Salt Santiago
Summer Salt Santiago er tredje studiealbum fra det danske indie rockband Racetrack Babies. Det blev udgivet i 2006 og modtog fire ud af seks stjerner i musikmagasinet GAFFA.

## Spor
1. "The Messenger"
2. "Racetrack Babies"
3. "Summer Salt"
4. "The Storm"
5. "Unshined"
6. "Seven"
7. "Soul Snatch"
8. "Daffodils"
9. "Carte Blanche"
10. "Sorry!"